# Angelo Chicco
Angelo Chicco, zagrebački graditelj.
Djelovao je u prvoj polovici 19. stoljeća. Bio je podrijetlom Talijan, a u Zagreb je došao iz Brežica. Radio je u službi Zagrebačkog kaptola, za koji je izvodio radove na zgradi Velikog kaptola u Sisku (1830.). Vodio je obnovu župne crkve u Petrovini (1833.) prema vlastitu projektu, kao i župnog dvora u Marija Gorici (1837.),  izvedbu dvorca Januševec, te, prema Felbingerovu nacrtu, izvedbu gradske vijećnice u Samoboru, za koju je napravio projekt altane i niz detalja.
Chicco nije bio član zagrebačkog graditeljskog ceha kao većina graditelja u to doba, što je izazivalo prosvjede njegovih konkurenata. Njegova arhitektura nosi obilježja klasicizma.